# Perros miniatura

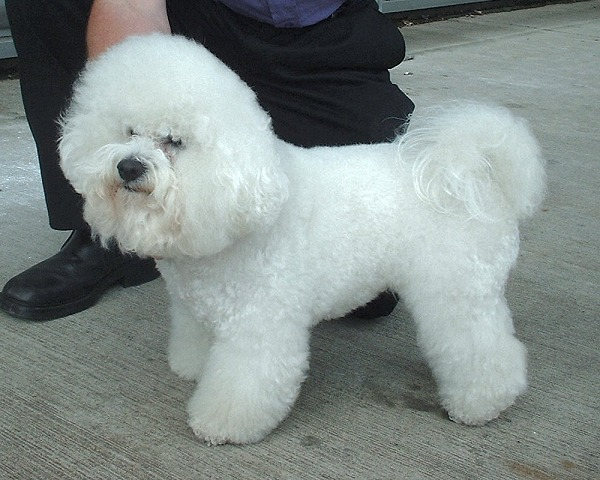
El Bichon Frisé es un ejemplo de un perro de miniatura que requiere aseo considerable.

Perros miniatura (o perros toy) son perros muy pequeños utilizados como animales de compañía. 
Algunas razas tienen tamaños pequeños de forma natural, como los Shih Tzu o los Chihuahua, mientras que otros surgieron como versiones pequeñas de perros de caza o de trabajo mediante cría selectiva a partir de razas de animales de tamaño medio, como sucede con los Spaniels, Pinschers y Terriers.
Entre los perros miniatura destacan los Dachshund, los Caniche, el Grifón de Bruselas y el Pug, entre otros.

## Razas de perros miniatura
La mayor parte de los clubs caninos en el mundo anglosajón tienen un grupo donde clasificar a estas razas, basándose en su tamaño e historia.
La Federación Cinológica Internacional establece una nomenclatura común para asegurar un reconocimiento mutuo de pedigrí en los 84 países miembros. Las siguientes secciones se encuentran reconocidas en el Grupo 9: Toy & companion dogs:
- Sección 1: Bichon y razas similares
- Sección 2: Caniche
- Sección 3: Perros belgas pequeños
- Sección 4: Perros sin pelo
- Sección 5: Razas tibetanas
- Sección 6: Chihuahuas
- Sección 7: Toy Spaniel ingleses
- Sección 8: Chin y pekinés
- Sección 9: Toy Spaniel continentales
- Sección 10: Kromfohrländer
- Sección 11: Molosos de talla pequeña

Sin incluir las variedades de color y tamaño, las razas clasificadas por los miembros de Fédération Cynologique Internationale como de "Compañía y Juguete" se enumeran aquí. Aquellos con banderas también son reconocidos por los países no miembros indicados por la bandera:
- Bichón maltés
- Bichón habanero
- Bichon Frise
- Bichón boloñés
- Coton de Tulear
- Löwchen (Löwchen, Little Lion Dog)
- Poodle (todos los tres tamaños están en el grupo de Compañía y Juguete de la Fédération Cynologique Internationale)
- Grifón de Bruselas
- Petit Brabançon (Small Brabant Griffon)
- Crestado chino
- Lhasa Apso
- Shih Tzu
- Tibetan Spaniel
- Tibetan Terrier
- Chihuahua
- Cavalier King Charles Spaniel
- King Charles Spaniel (Toy spaniel inglés)
- Pekinés
- Spaniel japonés (Chin)
- Phalène (Epagneul nain Continental, Continental Toy Spaniel)
- Papillón
- Kromfohrländer
- Bulldog francés (Bouledogue français)
- Pug
- Boston Terrier
- Russkiy Toy

Además, estas organizaciones nacionales también reconocen las siguientes razas en sus grupos de juguetes:
- Affenpinscher
- Australian Silky Terrier
- Chihuahua (Long Coat)
- Chihuahua (Smooth Coat)
- Chihuahua (Short Coat)
- English Toy Terrier (Black & Tan)
- King Charles Spaniel
- Italian Greyhound
- Japanese Chin
- King Charles Spaniel
- Löwchen
- Manchester Terrier
- Mi-Ki
- Miniature Pinscher
- Pomeranian
- Poodle
- Australian Silky Terrier
- Toy Fox Terrier
- Toy Manchester Terrier
- Yorkshire Terrier
- Mexican Hairless Dog

Además de los principales registros, hay una gran cantidad de clubes deportivos, clubes de razas y registros y negocios de razas basados en Internet en los que los perros pueden registrarse de cualquier forma que el propietario o el vendedor lo deseen..